# Rheinland Raffinerie

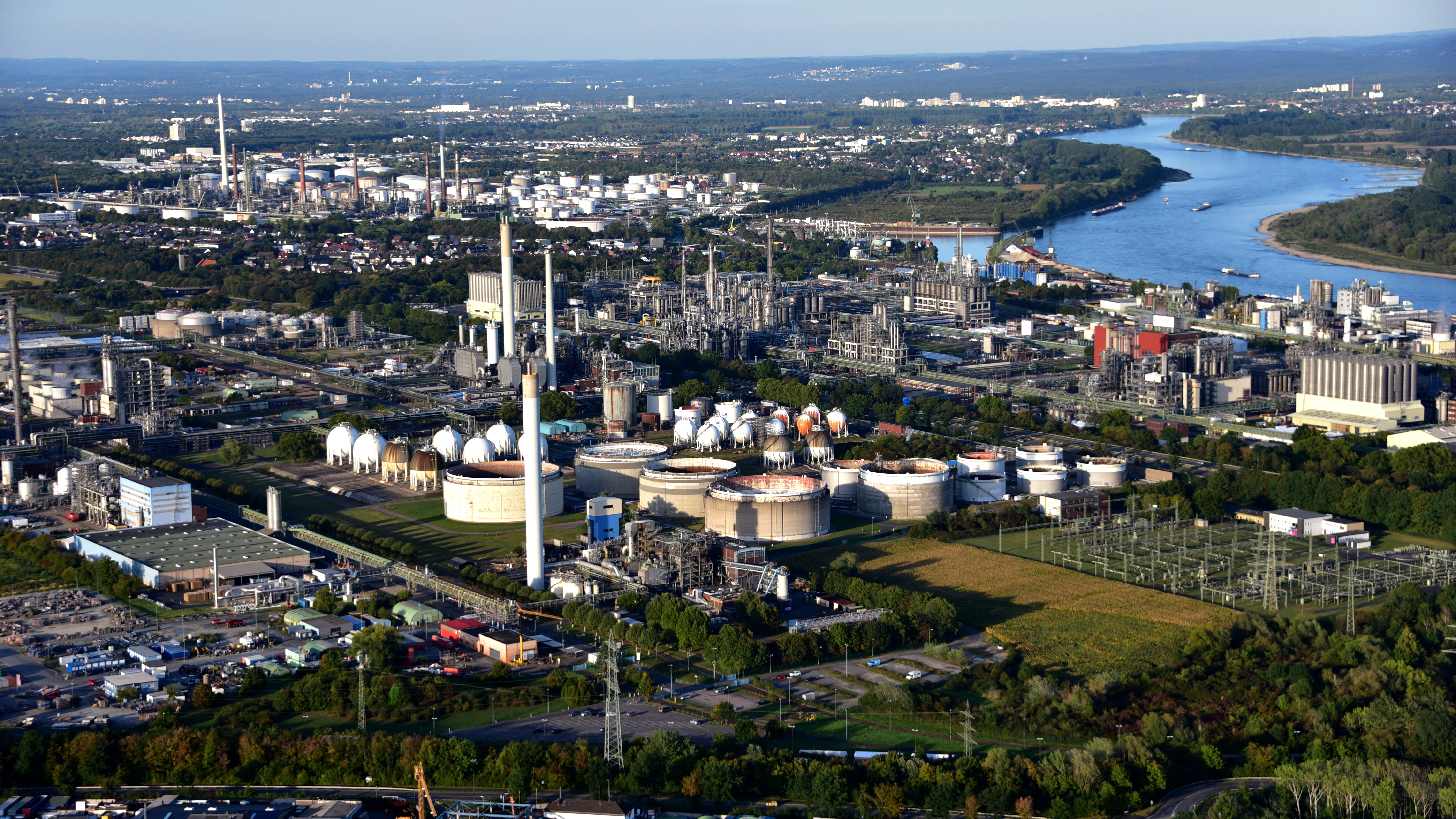
Godorf, Shell Energy and Chemicals Park, Luftaufnahme (2019)

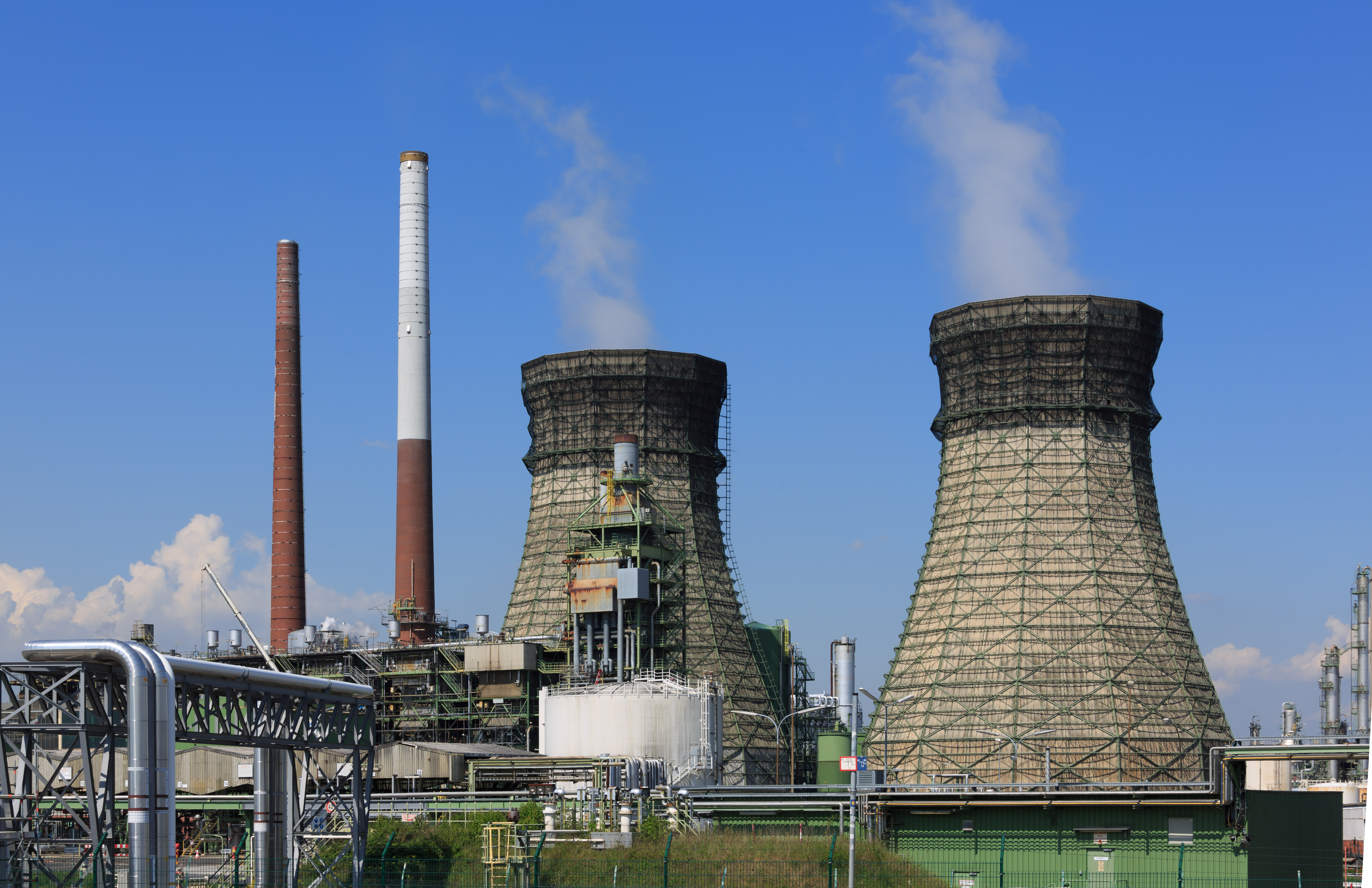
Shell Energy and Chemicals Park, Werk Nord in Köln-Godorf (Kühltürme 2017 abgebaut) (Aufnahme 2014)

Der Energy and Chemicals Park Rheinland (vormals Rheinland Raffinerie) wird von der Shell Deutschland GmbH betrieben. Der Park  besteht aus zwei Werksteilen, dem Werk Nord in Köln-Godorf und dem 6 km entfernten Werk Süd in Wesseling bei Köln. Insgesamt belegen beide Werke eine Fläche von ca. 4,4 km². Die Raffinerie ist die größte in Deutschland; sie ging 2002 aus der Fusion der zwei Vorgängerwerke hervor. Seit der Neubenennung im April 2021 ging aus der ehemaligen Rheinland Raffinerie der Shell Energy and Chemicals Park Rheinland hervor.

## Geschichte
Wesseling und Köln-Godorf liegen am Rhein. Die direkte Lage der Werke am Rhein konnte so in doppelter Hinsicht genutzt werden, nämlich für die Gewinnung von Kühlwasser und zum Transport mittels Tankschiffen. Weiterhin war für die Wahl der Lage ausschlaggebend, innerhalb eines der größten deutschen Bundesländer und mitten in einem Ballungsgebiet ansässig zu sein. Das waren die Hauptgründe zur Ansiedelung beziehungsweise zur Übernahme der Raffinerien. Von dort sollte das gesamte Rheinland mit Kraftstoffen und Heizölen versorgt werden.

### Geschichte des Werks Wesseling

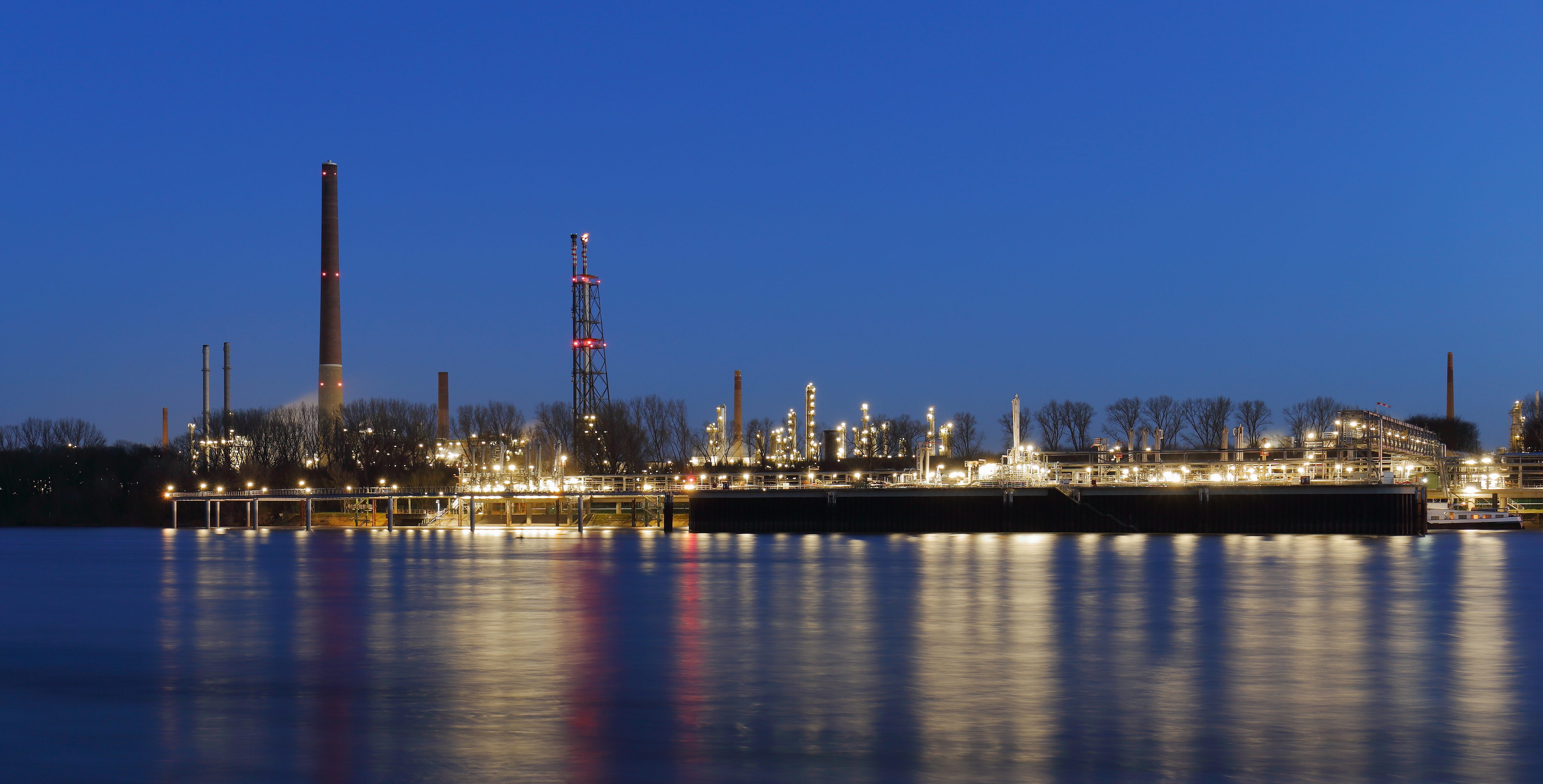
Werk Wesseling über den Rhein gesehen

Das Werk Wesseling (offizieller Name: Shell Energy and Chemicals Park Süd 50° 48′ 52,4″ N, 7° 0′ 21,1″ O) wurde am 27. Januar 1937 von der Union Rheinische Braunkohlen Kraftstoff AG gegründet. Als Hydrierwerk konzipiert, stellte die Union Rheinische Braunkohlen Kraftstoff AG (UK) hier synthetische Kraftstoffe aus Braunkohle her.
Nach schweren Bombenangriffen 1944 musste das Werk geschlossen werden. Der Wiederaufbau folgte nach 1945, aber da die Produktion von Kraftstoffen nach dem Krieg zunächst verboten war, stellte die UK hier Methanol und Ammoniak für die Düngemittelindustrie her. Mit einem eigenen Verfahren zur Herstellung von Methanol wurde das Werk dann in den 60er Jahren zum größten Methanolproduzenten Europas. Bereits 1949 lief auch die Kraftstoffproduktion wieder an, nun auf Basis von Rohöl. Im Jahr 1989 wurden die Verarbeitungs- und Vertriebsaktivitäten der UK in die DEA Mineralöl AG eingebracht und die verbleibenden Aktivitäten gingen auf die RWE-DEA AG über. Im Verbund mit den anderen DEA-Raffinerien stellte das Werk UK Wesseling fortan hochwertige Mineralölprodukte und petrochemische Grundstoffe her.
2004 wurde die Raffinerie von der Shell Deutschland Oil übernommen.
Im Juli 2021 ging auf dem Gelände des Shell Energy and Chemicals Park Süd der größte Wasserstoff-Elektrolyseur Europas in Betrieb. Die Anlage mit einer Leistung von 10 MW eines europäischen Konsortiums, gefördert von EU Fuels Cells and Hydrogen Joint Undertaking (FCH JU), wird jährlich bis zu 1300 Tonnen grünen Wasserstoff produzieren. Die Rohölverarbeitung am Standort Wesseling soll hingegen bis 2025 beendet werden.

### Geschichte des Werks Godorf

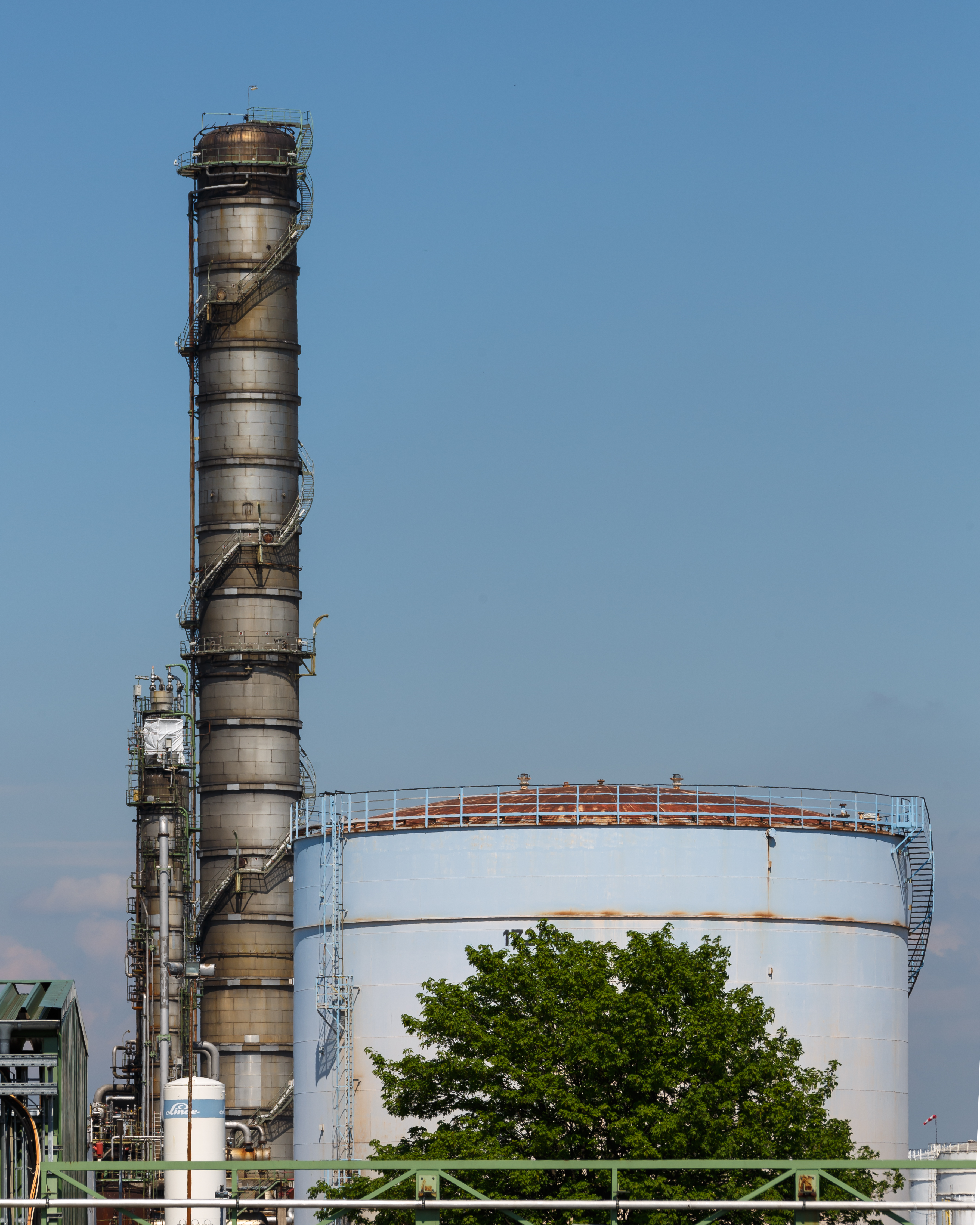
96-m-Destillationskolonne des Parks in Godorf

Das Werk Godorf (offizieller Name: Energy and Chemicals Park Nord 50° 51′ 35″ N, 6° 59′ 4″ O) wurde am 15. Juli 1960 als größte Raffinerie der Deutschen Shell AG durch den Bundesminister für Atomkernenergie und Wasserwirtschaft, Siegfried Balke, eröffnet. Zu dieser Zeit war das Werk bereits die größte Raffinerie der damaligen Deutschen Shell AG mit einem Jahresdurchsatz von zunächst vier Millionen Tonnen Rohöl.
Während des Wirtschaftsbooms der folgenden Jahre stieg die Nachfrage nach Rohölprodukten immer stärker an. 1967 konnte nach umfangreichen Ausbaumaßnahmen ein zweiter Komplex aus Destillations- und Weiterverarbeitungsanlagen den Betrieb aufnehmen. Ein Meilenstein in der Werksgeschichte war die Installation einer Isomerisationsanlage, mit deren Hilfe die Oktanzahl des Benzins auch bei niedrigem Bleigehalt gewährleistet werden konnte. In den 80er Jahren wurde eine neue Konversionsanlage eingeführt, die schweres Heizöl in leichtere Produkte und stark entschwefelte Rohstoffe umwandelt. Die Leistungsfähigkeit der Konversionsanlage wurde 2005 durch Erweiterung der bereits vorhandenen vier Hydrocracker um zwei baugleiche Cracker aus der stillgelegten Raffinerie Shell Haven verbessert.

## Verbindung der beiden Werksteile
Zur Nutzung von Synergien und zur wirtschaftlichen Zukunftssicherung der beiden Standorte wurden bereits kurz nach der Übernahme des Standortes Wesseling Überlegungen gestartet, die beiden Werke durch Produktpipelines miteinander zu verbinden. Im sogenannten „CONNECT-Projekt“ wurde die Verbindung der beiden linksrheinisch gelegenen Werksteile durch die Verlegung eines Leitungsbündels auf dem Gebiet des rechtsrheinisch gelegenen Retentionsraumes zwischen Porz-Langel und Niederkassel-Lülsdorf mit einer zweimaligen Unterquerung des Rheins realisiert. Die Connect-Pipeline befördert unter anderem Grundstoffe zur Produktion von schwefelarmem Heizöl und Benzin. Der Baubeginn des 3,8 Kilometer langen Rohrleitungsabschnittes war am 18. Juli 2011. Am 23. Juli 2013 wurde die Pipeline offiziell in Betrieb genommen.

## Kapazität und Logistik
Beide Raffinerien haben eine Kapazität für die Verarbeitung von insgesamt 17 Millionen Tonnen Rohöl pro Jahr (Stand 2017) die sich wie folgt aufteilen:
- Werk Godorf = 9 Millionen Tonnen pro Jahr.
- Werk Wesseling = 7 Millionen Tonnen pro Jahr.

Der Einsatzstoff (Rohöl) wird für beide Werke direkt vom Ölhafen in Rotterdam über die Rotterdam-Rhein-Pipeline angeliefert. Zusätzlich ist das Werk Süd in Wesseling an die Nord-West-Oelleitung an Wilhelmshaven angebunden.
Produkte werden über Straße, Bahn, Binnenschiff und Pipeline (Rhein-Main-Rohrleitung RMR, CEPS) abtransportiert.

## Produkte
Es werden in der Raffinerie typische Produkte hergestellt wie:
- Propan, Butan,
- Benzin,
- Kerosin (Jet A1),
- Diesel,
- Heizöle (EL und S),
- Bitumen (Strassenbaubitumen, Spezialbitumen)
- Schwefel

Weiterhin werden petrochemische Stoffe gewonnen wie:
- Ethen, Propen
- n-Butene, (Raffinat 2)[8]
- Benzol, Toluol, Xylole
- Dimethylether
- Methanol
- Naphtha
- Hydrowax

## Mitarbeiter
In Produktion und Verwaltung sind in beiden Werken etwa 1500 Mitarbeiter verschiedener Fachrichtungen beschäftigt. Hinzu kommen rund 1.500 Mitarbeiter spezialisierter Partnerfirmen, sogenannte Kontraktoren. Insgesamt produzieren sie rund zehn Prozent der in Deutschland verbrauchten Diesel- und Ottokraftstoffe, rund 15 Prozent des in Deutschland verbrauchten Kerosins sowie Produkte für die chemische Industrie.

## Zwischenfälle

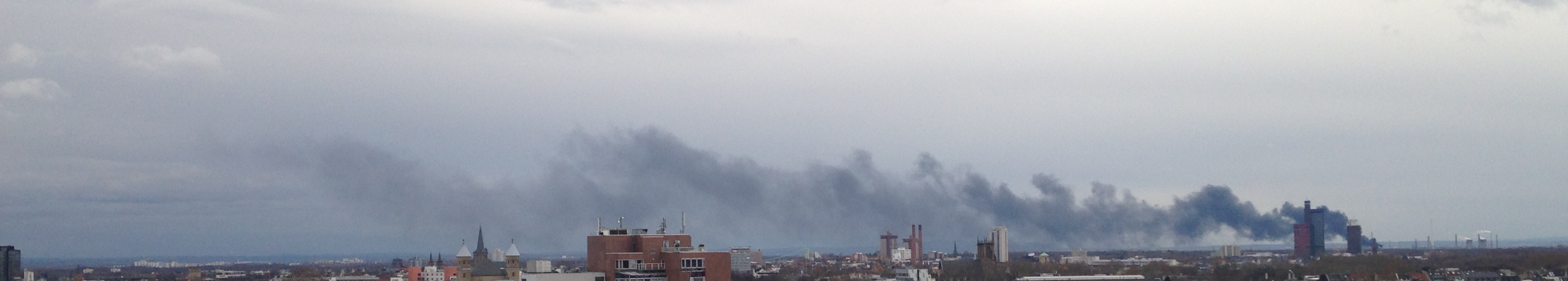
Brennender Toluoltank am 9. Januar 2014, wenige Minuten nach der Explosion.

### Störfälle
Am 23. März 2000 brach auf Grund eines technischen Defektes an einer der beiden Rohöldestillationen ein Großfeuer aus, in dessen Folge dieser Anlagenteil weitgehend zerstört wurde und die Rohölveredelung für Wochen nur mit verminderter Kapazität betrieben werden konnte. Shell bezifferte den internen Schaden auf 20 Millionen Euro. Als Ursache wurde eine heissgelaufene Pumpe genannt, die bei ihrem Zerbersten schlagartig unter hohem Druck und Temperatur stehende Gase freisetzte. Diese entzündeten sich an den heißen Pumpenteilen in einer ersten Explosion und befeuerten einen Vorlagenbehälter, der nach wenigen Minuten in einer zweiten Explosion zerbarst. Von bis zu 40 Meter hohen, weit sichtbaren Stichflammen über dem Werk wurde berichtet. Personen kamen nicht zu Schaden. Laut Feuerwehr bestand für die Bevölkerung keine Gefährdung.
Am 9. Januar 2014 ereignete sich kurz vor 15 Uhr eine Explosion eines Festdachtanks mit Toluol mit nachfolgendem Brand. Der Tank konnte von mehreren Feuerwehren gegen 16:30 gelöscht werden.
Am 16. Januar 2015 gegen 7:30 Uhr kam es im Werk Nord in Köln-Godorf zu einer technischen Störung, die dazu führte, dass die Produktion eingestellt und die entsprechenden Anlagen abgeschaltet werden mussten. Die noch in den Anlagen befindlichen Stoffe mussten hierbei kontrolliert abgefackelt werden. Es kam den ganzen Tag über zu Geruchs- und Lärmbelästigungen im links- und rechtsrheinischen Kölner Süden.

### Umweltschäden
Im Frühjahr 2012 geriet Shell zunächst in der Lokalpresse in die Schlagzeilen, als bekannt wurde, dass im Werk Wesseling (offizieller Name: Shell Energy and Chemicals Park Süd) an einer unterirdischen Pipeline Kerosin (Flugtreibstoff) in das Erdreich ausgetreten war. Mitarbeiter hatten auf Grund von Unregelmäßigkeiten bei Messwertablesungen den Schaden entdeckt. Etwa vier Wochen lang sickerte das Kerosin unbemerkt in den Untergrund und bildeten dort einen Kerosinsee. Ausdehnung und Menge wurde von Shell zunächst mit 120 m² sowie etwa 1 Million Liter angegeben. Die mittels Pumpen entfernten Mengen erfüllten nicht die Erwartungen der Bezirksregierung und riefen deren Kritik am Krisenmanagement von Shell hervor. Im August 2012 wurde an vier Messstellen eine Kontamination des Grundwassers festgestellt. Die Ausdehnung war im September nach Angaben der Bezirksregierung mit 9400 m² etwa 80 mal größer, als zunächst angenommen.
Anfang Oktober 2012 kam es zu einem weiteren Zwischenfall. Etwa 4400 Liter eines Heartcut genannten Raffinerieproduktes waren in den Boden gelaufen. Dabei handelt es sich um ein hocharomatenhaltiges Mitteldestillat mit einem Benzolanteil zwischen 30 und 70 Prozent.
Die Bezirksregierung hat daraufhin eine angekündigte Revision des gesamten Leitungsnetzes angeordnet. Innerhalb der Jahre 2013 bis 2018 hat Shell daraufhin rund 17.500 Leitungen überprüfen und mehrere Kilometer vorsorglich austauschen lassen. Die Generalsanierung soll mehr als 150 Millionen Euro gekostet haben und steht (Stand April 2018) kurz vor dem Abschluss.
Im Juli 2020 berichtete der WDR, dass durch eine im April 2020 zufällig entdeckte Undichtigkeit an einer Pipeline bis zu 450.000 Liter leichtes Dieselöl ausgetreten und im Erdreich versickert seien. Nach eigenen Angaben gehe der Betreiber Shell von unsachgemäß ausgeführten Straßenbauarbeiten als Ursache aus. Zur Schadensbekämpfung seien bereits zwei Pumpen zur Absenkung des Grundwasserspiegels im Einsatz, welche die Bezirksregierung Köln um zwei weitere Sanierungsbrunnen erweitern wolle.